# 聖馬利諾經濟
聖馬利諾是一個已開發的自由市場經濟體，主要產業有觀光業、銀行業，主要農產品有葡萄酒和起司。面向集郵者銷售郵票亦是聖馬利諾重要的財源。2023年，聖馬利諾的人均GDP約有$53,000，在世界排名第17位。